# Modefotografi

La Contessa Castiglione av Pierre-Louise Pierson (cirka 1863/66)

Modefotografi  är en typ av modebild som inom genren fotografi illustrerar mode i bild.
Modefotografiet har funnits sedan början av fotografins historia och skapas ofta i form av reklam men även som konstfotografi.
Vogue och flera andra modemagasin är exempel på medier som under mer än ett århundrade har spritt modefotografiet. Med tiden har denna form av fotografi utvecklat sin egen estetik. 
En känd svensk modefotograf är Kerstin Bernhard.